# Wolfgang Merkel

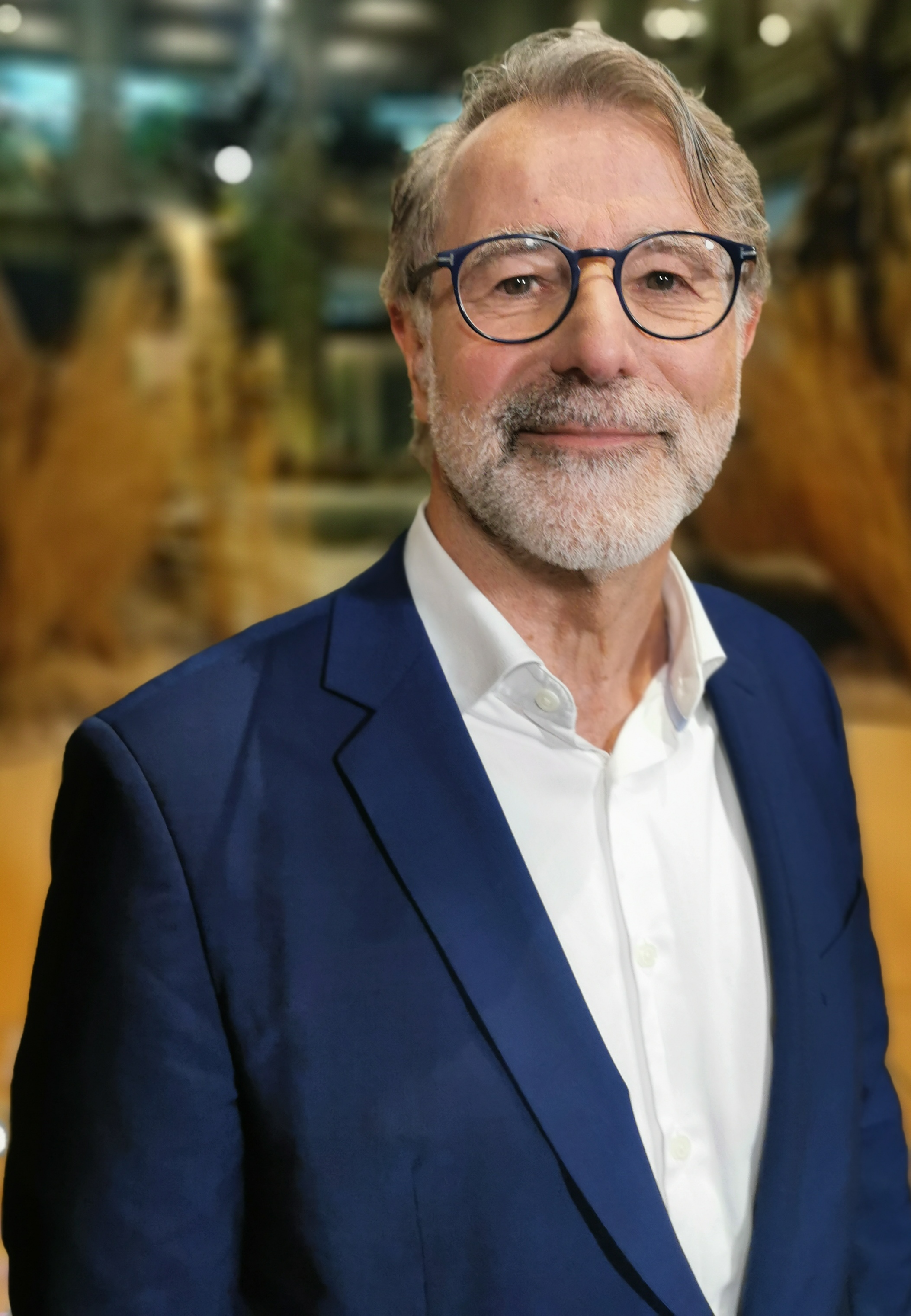
Wolfgang Merkel (2023) im Museum Koenig anlässlich der Feierstunde zum 75. Jahrestag der konstituierenden Sitzung des Parlamentarischen Rates

Wolfgang Merkel (* 6. Januar 1952 in Hof) ist ein deutscher Politikwissenschaftler.
Er war von 2004 bis zu seiner Emeritierung 2020 Direktor der Abteilung Demokratie und Demokratisierung am Wissenschaftszentrum Berlin für Sozialforschung und Professor für Vergleichende Politikwissenschaft und Demokratieforschung an der Humboldt-Universität zu Berlin. Merkel zählt zu den angesehensten Vertretern der Vergleichenden Politikwissenschaft im deutschsprachigen Raum. Er prägte maßgeblich die Forschung zu Demokratisierungsprozessen, Systemwechseln und Systemzusammenbrüchen.

## Leben und Werk
Wolfgang Merkel stammt aus einem fränkisch-protestantischen Elternhaus. Die Mutter ist eine promovierte Germanistin und der Vater Rechtsanwalt. Sein Bruder ist der Rechtswissenschaftler Reinhard Merkel. Bereits während seiner Schulzeit galt sein Interesse dem Sport und der Politik. Er wurde bayerischer Juniorenmeister im Fünfkampf. Politisch engagierte er sich im „Sozialistischen Schülerkollektiv Hof“ bzw. im „Roten-Fahne-Kreis-Hof“. Er distanzierte sich jedoch bereits nach kurzer Zeit von diesen linksrevolutionären Gruppen. Am Humanistischen Gymnasium legte er 1973 das Abitur ab. 
Nach dem Wehrdienst nahm er 1974 das Studium der Politischen Wissenschaft, Geschichte und Sport/Sportwissenschaft an der Universität Heidelberg auf. Er legte 1980 das Staatsexamen in diesen drei Fächern ab. Seine Abschlussarbeit trug den Titel „Inkonsistenz und Ambivalenz der Spätschriften Friedrich Engels“. Den linken Heidelberger Studenten und ihren radikalen Positionen stand Merkel ablehnend gegenüber. Bei Klaus von Beyme begann er 1981 seine Doktorarbeit über die Rolle und den Wandlungsprozess der Sozialistischen Partei im politischen System Italiens. Im Jahr 1985 wurde er an der Universität Heidelberg im Fach Politische Wissenschaft promoviert. Von 1985 bis 1989 war er wissenschaftlicher Mitarbeiter von Claus Offe an der Universität Bielefeld und von 1988 bis 1989 am Center for European Studies an der Harvard University. Er wurde 1989 wieder Assistent von Beyme am Institut für Politische Wissenschaft Heidelberg. Dort habilitierte er sich mit der Arbeit Ende der Sozialdemokratie? Machtressourcen und Regierungspolitik im westeuropäischen Vergleich.
Nach seiner 1992 erfolgten Habilitation im Fach Politikwissenschaft vertrat er zwischen 1993 und 1994 die Professur für Vergleichende Regierungslehre, Wirtschaft und Gesellschaft an der Universität Mainz. Im Oktober 1994 wurde er als ordentlicher Professor auf diesen Lehrstuhl berufen. Zwischen 1997 und 1998 war er Geschäftsführender Direktor des Instituts für Politische Wissenschaft an der Johannes-Gutenberg-Universität Mainz.
Im Jahr 1999 wechselte Merkel an das Institut für Politische Wissenschaft der Universität Heidelberg und übernahm von Manfred G. Schmidt den Friedrich-Lehrstuhl. Er war bis 2001 dessen Geschäftsführender Direktor. Ab 2002 war er parteiloses Mitglied im ständigen Berater- und Expertenkreis des Ministerpräsidenten von Rheinland-Pfalz, Kurt Beck. Von 2004 bis zu seiner Emeritierung 2020 war er Direktor der Abteilung „Demokratie: Strukturen, Leistungsprofil und Herausforderungen“ am Wissenschaftszentrum Berlin für Sozialforschung und Professor für Politikwissenschaft am Institut für Sozialwissenschaften der Humboldt-Universität zu Berlin.
Merkel wurde außerdem als Gutachter tätig für die Fritz Thyssen Stiftung, die Deutsche Forschungsgemeinschaft, die Volkswagenstiftung, die Bertelsmann Stiftung, die Studienstiftung des deutschen Volkes, den Deutschen Akademischen Austauschdienst (DAAD) und war Gutachter bzw. Beirat für verschiedene in- und ausländische Fachzeitschriften.
Merkel zählt neben Roland Sturm zu den führenden Vertretern der vergleichenden Regierungslehre. Merkel beschäftigt sich innerhalb der Vergleichenden Politikwissenschaft thematisch mit Demokratisierungs- und Transformationstheorien. Sein Hauptarbeitsgebiet ist die Demokratieforschung, die sich in Systemtransformation, Sozialdemokratie und Herausforderungen der Demokratie unterteilt. Mit seiner Darstellung Systemtransformation legte er ein Standardwerk vor. Er formulierte mit Hans-Jürgen Puhle und Aurel Croissant den Begriff Defekte Demokratie und arbeitete ihn weiter aus.
Merkel war im Frühjahr 2002 Gastprofessor am Instituto Juan March in Madrid und an der Universität Sydney. Im Zeitraum von 2002 bis 2009 hatte er Gastprofessuren am Instituto Universitario de Investigación Ortega y Gasset in Madrid.

## Ehrungen und Mitgliedschaften

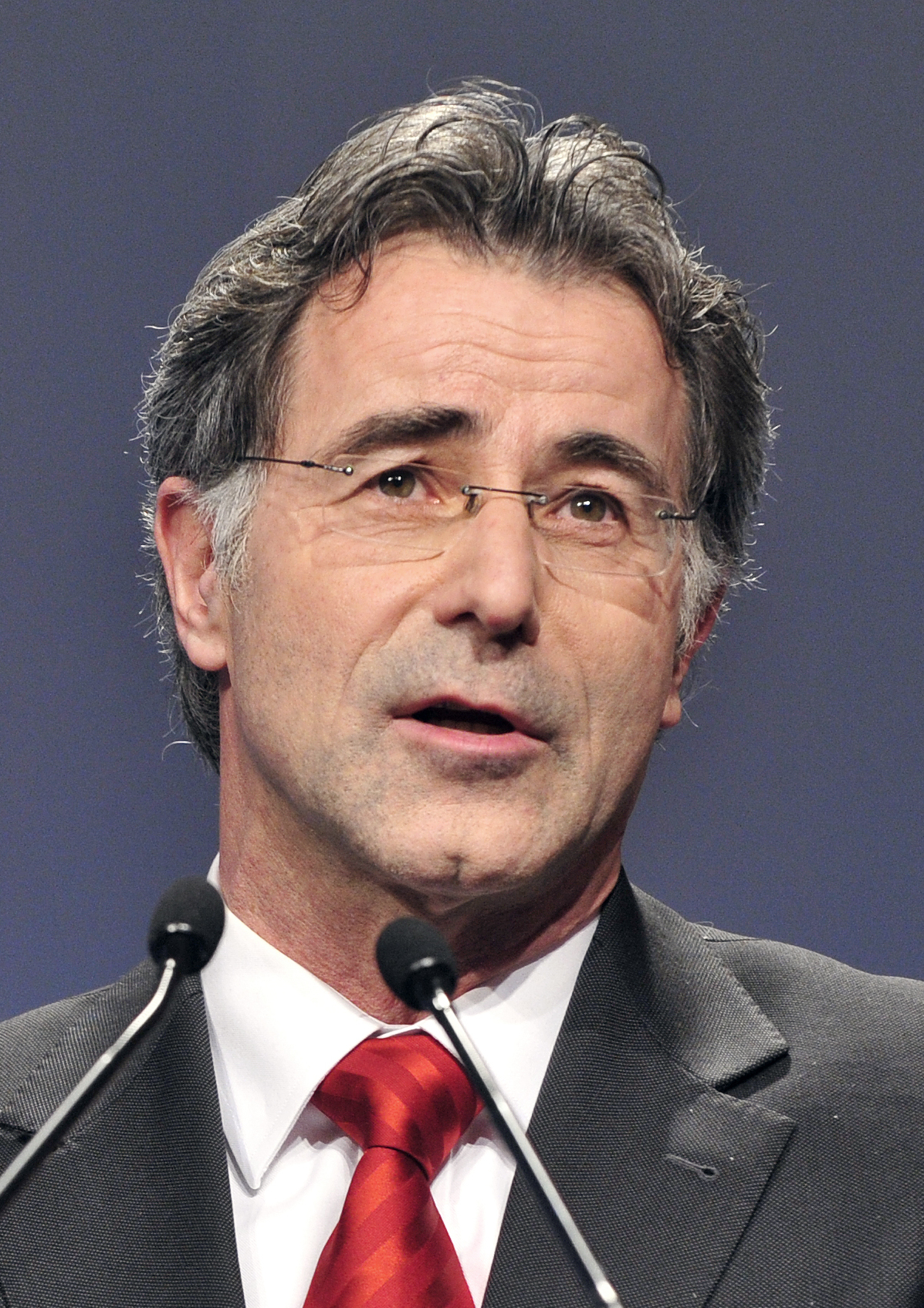
Wolfgang Merkel bei einer Veranstaltung der SPÖ (2010)

Für seine Forschungen wurden Merkel zahlreiche wissenschaftliche Ehrungen und Mitgliedschaften zugesprochen. Im Januar 1996 erhielt Merkel einen ersten Preis der Fritz Thyssen Stiftung für den Artikel „Restriktionen und Chancen demokratischer Konsolidierung in post-kommunistischen Gesellschaften Ostmitteleuropas im Vergleich“.
Seit 1998 ist Merkel parteiloses Vollmitglied der Grundwertekommission der SPD. Seit Dezember 2007 ist er ordentliches Mitglied der sozialwissenschaftlichen Klasse der Berlin-Brandenburgischen Akademie der Wissenschaften. Er wurde in den wissenschaftlichen Beirat und in die Universitätskommission der Universität Heidelberg berufen (2006–2012).
Im März 2010 wurde Merkel der „Frank Cass Prize“ für den Beitrag „Democracy through War?“ verliehen, für den besten Artikel in der Zeitschrift „Democratization“ des Jahres 2008. Anlässlich seines 65. Geburtstages wurde ihm eine Festschrift gewidmet. Merkel ist Mitglied im Beirat des Bertelsmann Transformation Index.

## Positionen
Wolfgang Merkel ist Erstunterzeichner des „Offenen Briefs an Kanzler Olaf Scholz“ vom 29. April 2022, der sich gegen die Lieferung weiterer schwerer Waffen an die Ukraine ausspricht, aus Sorge vor einem Dritten Weltkrieg im Kontext des  russischen Überfalls auf die Ukraine 2022. Diese Position verteidigte er auch vehement im Februar 2023 in der Talksendung Markus Lanz und im Spiegel-Streitgespräch mit der Politikwissenschaftlerin Claudia Major vom 1. Juni 2023. Merkel formulierte in beiden Formaten die Prognose: „Der Ukraine werden nicht die Waffen ausgehen, der Ukraine werden die Menschen ausgehen.“

## Schriften (Auswahl)
- Im Zwielicht. Zerbrechlichkeit und Resilienz der Demokratie im 21. Jahrhundert. Campus, Frankfurt am Main 2023, ISBN 978-3-593-51780-3.
- Systemtransformation. Eine Einführung in die Theorie und Empirie der Transformationsforschung. 2., überarbeitete und erweiterte Auflage. VS Verlag für Sozialwissenschaften, Wiesbaden 2010, ISBN 978-3-531-14559-4.
- Die Reformfähigkeit der Sozialdemokratie. Herausforderungen und Bilanz der Regierungspolitik in Westeuropa. VS Verlag für Sozialwissenschaften, Wiesbaden 2006, ISBN 3-531-14750-1.
- Demokratie in Asien. Ein Kontinent zwischen Diktatur und Demokratie. Dietz, Bonn 2003, ISBN 3-8012-0330-1.
- Defekte Demokratie. Zwei Bände. Springer, Wiesbaden 2003
- mit Hans-Jürgen Puhle: Von der Diktatur zur Demokratie. Transformationen, Erfolgsbedingungen, Entwicklungspfade. Westdeutscher Verlag, Opladen 1999, ISBN 978-3-531-13353-9.
- Ende der Sozialdemokratie? Machtressourcen und Regierungspolitik im westeuropäischen Vergleich (= Theorie und Gesellschaft. Bd. 30). Campus-Verlag, Frankfurt am Main 1993, ISBN 3-593-34975-2.